# Serge Pauwels
Serge Pauwels (nascido em 21 de novembro de 1983, em Lier) é um ciclista profissional bélgico. Atualmente, compete para a equipe MTN-Qhubeka.